# 2013 au Québec
Cet article traite des événements survenus en 2013 au Québec. 

## Événements

### Janvier
- 1er janvier : 
  - La taxe de vente du Québec passe de 9,5 % à 9,975 %. Cette majoration n'a pas d'effet sur le consommateur puisque la TVQ ne sera plus calculée sur le montant de taxe sur les produits et services[1].
  - Début des festivités du 175e anniversaire du Saguenay-Lac-Saint-Jean[2].
- 11 janvier : le maire de Montréal, Michael Applebaum, annonce la création d'une escouade municipale anti-corruption[3].
- 21 janvier : la commission Charbonneau reprend ses audiences[4].
- 25 janvier : la Cour suprême énonce que le régime québécois sur les conjoints de fait est constitutionnel. Ceux-ci n'ont donc aucune obligation alimentaire lorsqu'ils se séparent[5].
- 29 janvier :
  - la première ministre Pauline Marois rencontre le premier ministre écossais Alex Salmond en Écosse[6].
  - Début de la commission parlementaire sur la fermeture de la centrale nucléaire de Gentilly-2[7].
  - Deux personnes perdent la vie lors d'un glissement de terrain dans une carrière de L'Épiphanie, au nord de Montréal. Les corps seront retrouvés quelques jours plus tard[8].

### Février
- 4 février : l'Association pour une solidarité syndicale étudiante (ASSÉ) refuse de participer au Sommet sur l'enseignement supérieur si le gouvernement Marois n'envisage pas une gratuité scolaire dans les universités. Elle annonce par la même occasion une manifestation en marge du sommet le 26 février prochain[9].
- 7 février : Lucien Bouchard démissionne de son poste de président de l'Association pétrolière et gazière du Québec (APGQ)[10].
- 9 février : une manifestation contre le Plan Nord tourne à l'affrontement avec les policiers à Montréal. Le tout se termine par 36 arrestations[11].
- 12 février :
  - Les travaux reprennent à l'Assemblée nationale[12].
  - L'ancien premier ministre Jacques Parizeau se prononce pour la gratuité scolaire dans les universités[13].
- 14 février : l'ASSÉ annonce qu'elle boycottera le sommet sur l'enseignement supérieur à la fin février[14].
- 19 février : le gouvernement dépose le projet de loi créant un registre québécois des armes à feu. Le projet fait pour le moment consensus à l'Assemblée nationale[15].
- 23 février : plusieurs manifestations ont lieu dans diverses villes du Québec pour protester contre la réforme fédérale de l'assurance-emploi[16].
- 24 février : Claude Sabourin quitte ses fonctions du Parti vert du Québec et Jean Cloutier assure l'intérim jusqu'à l'élection d'un nouveau chef[17].
- Du 25 février et 26 février : sommet sur l'avenir de l'enseignement supérieur. Le gouvernement Marois propose une indexation des frais de scolarité de 3 % par année et ce, au grand dam des fédérations étudiantes qui préconisaient le gel. Le gouvernement propose également la création d'un conseil national des universités et la formation de chantiers pour discuter de l'avenir des universités[18].
- 26 février : une manifestation étudiante pour la gratuité scolaire dans les universités organisée par l'ASSÉ est dispersée par la police à la suite d'un affrontement avec les forces policières[19].
- 28 février : le député fédéral néo-démocrate de Jonquière—Alma, Claude Patry, quitte son parti pour se joindre au Bloc québécois en raison de divergences sur la question de la reconnaissance éventuelle d'un référendum sur la souveraineté du Québec[20].

### Mars
- 4 mars : plusieurs syndicats et associations de chômeurs québécois forment une coalition pour mieux lutter contre la réforme fédérale d'assurance-emploi[21].
- 5 mars : une nouvelle manifestation étudiante se traduit par du vandalisme et par un nouvel affrontement avec la police[22].
- 14 mars : Pierre Karl Péladeau quitte la direction de Québecor. Robert Dépatie lui succède à la tête de l'entreprise[23].
- 17 mars : 
  - lors du Congrès à la chefferie du Parti libéral du Québec (en) à Montréal, Philippe Couillard devient le nouveau chef avec 1394 votes des délégués (58,5 %). Pierre Moreau obtient 521 votes (22 %) et Raymond Bachand 462 votes (19,5 %)[24].
  - lors de la quinzième cérémonie des prix Jutra, le film Rebelle obtient le Jutra du meilleur film. Rachel Mwanza est l'interprète féminine de l'année pour son rôle dans ce film. Julien Poulin est l'interprète masculin de l'année pour son rôle dans Camion[25].
- 19 mars : le gouvernement accepte de prolonger de dix-huit mois le mandat de la commission Charbonneau[26].
- 21 mars : le gouvernement du Québec critique le budget fédéral dont une des clauses impose des conditions pour la formation de la main-d'œuvre afin de recevoir les subventions[27].
- 24 mars : lors du conseil général de la Coalition avenir Québec, qui se tient à Boucherville, le parti propose que la vallée du Saint-Laurent devienne le pôle économique majeur du Québec[28].

### Avril
- 3 avril : Québec crée une commission d'examen nationale sur la réforme fédérale de l'assurance-emploi présidée par Gilles Duceppe et Rita Dionne-Marsolais[29].
- 5 avril : Un homme fait irruption dans une garderie privée à Gatineau et tue une personne en présence d'une cinquantaine d'enfants avant de retourner l'arme contre lui[30].
- 11 avril : cinq manifestations ont lieu à travers le Québec pour protester contre la réforme de l'aide sociale que veut mettre en place la ministre Agnès Maltais[31].
- 13 avril : le chef du NPD Thomas Mulcair reçoit 92,3 % du vote de confiance lors du congrès national à Montréal[32].
- 14 avril : Justin Trudeau devient chef du Parti libéral du Canada avec 80 % du vote des délégués lors de la course à la direction de 2013 (en) tenue à Ottawa en Ontario[33]. Il succède à Bob Rae.
- 17 avril : l'homme d'affaires Pierre Karl Péladeau est nommé à la présidence du conseil d'administration d'Hydro-Québec[34].
- 20 avril : Pauline Marois annonce la construction d'un nouvel hôpital à Baie-Saint-Paul, l'ancien ne pouvant résister à une  secousse majeure lors d'un tremblement de terre. Le coût est de 376 millions $[35].
- 24 avril : le gouvernement Marois crée une Banque de développement économique dont le capital sera de 4 milliards $[36].
- 25 avril : l'ex-maire Gérald Tremblay commence son témoignage à la commission Charbonneau[37].
- 27 avril : des milliers de personnes manifestent contre la réforme de l'assurance-emploi à Montréal. Des personnalités politiques et des artistes participent à la marche pour appuyer leur démarche[38].
- 30 avril : la commission Charbonneau interroge l'ancien organisateur politique Gilles Cloutier. Celui-ci déclare que le financement politique illégal se fait à 80 % au Parti libéral et à 70 % au Parti québécois. Les réactions sont plutôt négatives chez les parties concernées[39].

### Mai
- 1er mai : le salaire minimum au Québec monte de 25 cents à 10,15 $[40].
- 6 mai : Québec fait connaître sa politique de redevances minières. Toutes les compagnies minières devront maintenant payer des redevances, qu'elles fassent des profits ou non. Les partis d'opposition déclarent que le Parti québécois a trahi sa promesse électorale[41].
- 7 mai : la première ministre Pauline Marois annonce un investissement de 868 millions $ pour le développement d'infrastructures dans le Nord québécois au cours des cinq prochaines années[42].
- 8 mai : Québec annonce la création d'un comité présidé par l'ancien ministre Serge Ménard chargé d'enquêter sur les manifestations étudiantes du printemps 2012[43].
- 9 mai : l'ancien maire de Laval, Gilles Vaillancourt, l'homme d'affaires Tony Accurso et 35 autres personnes sont arrêtés par l'Unité permanente anticorruption (UPAC). Ils sont accusés de fraude, de corruption et de gangstérisme[44].
- 15 mai : le gouvernement dépose un projet de loi prolongeant de cinq ans le moratoire sur le forage du gaz de schiste[45].
- 16 mai : 
  - Denis Coderre annonce qu'il briguera l'investiture à la mairie de Montréal[46].
  - La Cour suprême du Canada refuse d'entendre Michel Dumont, victime d'une erreur judiciaire à la suite de l'agression qu'il aurait commise sur une femme le 17 novembre 1990[47].
- 21 mai : le député Daniel Ratthé est exclu du caucus de la Coalition avenir Québec à la suite d'allégations de financement illégal lors d'une campagne électorale à la mairie de Blainville en 2005[48].
- 23 mai : le parti de Denis Coderre portera le nom de Équipe Denis Coderre pour Montréal[49].
- 28 mai : Québec annonce de nouvelles compressions à l'aide sociale[50].
- 30 mai : le ministre de la Santé et des Services sociaux, Réjean Hébert, annonce les orientations de son programme d'assurance-autonomie, permettant de croître le budget sur les soins à domicile pour les aînés en perte d'autonomie[51].
- 31 mai : à la suite de certaines déclarations entendues à la commission Charbonneau, la ville de Laval est mise sous tutelle par le gouvernement du Québec[52].

### Juin
- 2 juin - Denis Coderre quitte ses fonctions du député fédéral de Bourassa, pour se présenter à la mairie de Montréal au mois de novembre[53].
- 12 juin - Le projet de loi 52 sur l'aide médicale à mourir est déposé à l'Assemblée nationale[54].
- 14 juin - Le projet de loi créant des élections à date fixe est adopté. Les élections auront lieu tous les quatre ans, le premier lundi d'octobre[55].
- 17 juin
  - Déclenchement d'une grève chez l'ensemble des travailleurs de la construction, soit environ 175 000 ouvriers[56],[57].
  - Le maire de Montréal, Michael Applebaum est arrêté à son domicile. 14 chefs d'accusation sont portés contre lui dont complot, fraudes envers le gouvernement, abus de confiance[58].
- 18 juin - Michael Applebaum démissionne de son poste de maire de Montréal. Il déclare être innocent des accusations déposées contre lui[59].
- 19 juin - Le chef d'Option nationale, Jean-Martin Aussant, annonce son retrait de la vie politique. La présidente Nathaly Dufour devient cheffe du parti par intérim[60].
- 25 juin - Laurent Blanchard succède à Michael Applebaum comme maire intérimaire de Montréal[61].
- 27 juin - La Cour d'appel énonce unanimement que Québec n'a pas droit au registre des armes d'épaule. Québec décide d'aller en Cour suprême[62].
- 28 juin - Le maire de Laval, Alexandre Duplessis, démissionne, à la suite d'allégations énonçant qu'il aurait sollicité les services de prostituées[63].
- 29 juin - Pour la première fois, un Québécois, David Veilleux, participe au Tour de France[64].
- 30 juin - L'Assemblée nationale, en session extraordinaire, adopte une loi spéciale, obligeant les travailleurs de la construction à retourner au travail[65].

### Juillet
- 3 juillet - Martine Beaugrand devient la première femme à être mairesse intérimaire de Laval[66].
- 5 juillet - Le village d'Eastmain est évacué à cause de feux de forêts qui le menacent[67].
- 6 juillet - Des explosions dues à un déraillement de train causent plusieurs incendies dans le centre-ville de Lac-Mégantic. Plusieurs wagons du train contenaient du pétrole brut, ce qui est la cause des explosions. La tragédie fait 47 morts[68].
- 9 juillet - L'ancien joueur de hockey des Canadiens de Montréal Georges Laraque sera candidat pour le Parti vert fédéral à l'élection partielle de Bourassa[69].
- 10 juillet - Québec annonce une aide de 60 millions $ pour les sinistrés de Lac-Mégantic[70].
- 12 juillet - Première du film Louis Cyr : L'Homme le plus fort du monde qui raconte l'histoire de l'homme fort Louis Cyr et mettant en vedette Antoine Bertrand, Rose-Maïté Erkoreka et Guillaume Cyr[71].
- 26 juillet - Céline Dion et René Angélil reçoivent les insignes de compagnons de l'Ordre du Canada[72].

### Août
- 2 août au 17 août : les Jeux d'été du Canada se déroulent à Sherbrooke[73].
- 9 août - le député provincial libéral de Viau, Emmanuel Dubourg, se porte candidat pour le Parti libéral fédéral à l'élection partielle de Bourassa[74].
- 18 août - Pour la première fois, un premier ministre du Québec, Pauline Marois, participe au Défilé de la Fierté gaie de Montréal[75].
- 22 août - Le chef du Parti libéral, Philippe Couillard, annonce qu'il sera candidat dans la circonscription de Roberval lors des prochaines élections générales[76].
- 26 août
  - L'ancien ministre libéral Raymond Bachand annonce son retrait de la vie politique[77].
  - François Legault, de la CAQ, propose une charte modérée de la laïcité et se dit d'accord avec l'emploi de la clause nonobstant[78].

### Septembre
- 2 septembre - Le gouvernement annonce une consultation sur l'enseignement de l'histoire au primaire, au secondaire et au collégial cet automne. Un rapport doit être remis en décembre[79].
- 3 septembre - La commission Charbonneau reprend ses travaux après deux mois d'interruption[80].
- 10 septembre - Le ministre Bernard Drainville fait connaître les propositions visant à créer une Charte des valeurs québécoises. Elles confirment la neutralité religieuse de l'État et encadrent le port de signes religieux ostentatoires. De plus, « la prestation des services de l'État s'effectue à visage découvert, tant pour la personne qui donne le service que pour celle qui le reçoit »[81].
- 12 septembre - La députée d'Ahuntsic, Maria Mourani, est expulsée du caucus du Bloc québécois pour sa prise de position contre la charte des valeurs[82].
- 14 septembre - Plus de 1000 marcheurs manifestent dans les rues de Montréal contre le projet de charte des valeurs du gouvernement Marois. La manifestation est organisée par le Collectif québécois contre l'islamophobie[83].
- 16 septembre - Selon un sondage Léger et Léger, 43 % des Québécois sont pour la charte des valeurs québécoises et 42 % contre[84].
- 19 septembre - L'Assemblée des évêques catholiques du Québec se prononce en faveur de la charte des valeurs québécoises, mais croit que les signes religieux ne devraient être interdits que dans certains cas particuliers[85].
- 20 septembre - Première du film Gabrielle de Louise Archambault[86].
- 21 septembre
  - Alex Tyrrell est élu chef du Parti vert du Québec lors du congrès à la chefferie et devient le seul jeune chef du parti sur la scène provinciale à l'âge de 25 ans[87].
  - Amnistie internationale se prononce contre la charte des valeurs, car elle estime qu'elle est contraire au droit international garantissant la liberté de manifester sa religion[88].
- 28 septembre - L'ancien chef péquiste André Boisclair est relevé temporairement de ses fonctions de délégué général du Québec à New York. Le député de la CAQ, Jacques Duchesneau, a allégué il y a quelques jours qu'il existait un lien entre l'octroi d'une subvention à un ancien ami proche du crime organisé quatre jours avant les élections de 2003 et son ancienne consommation de cocaïne[89].
- 29 septembre - André Boisclair annonce dans un point de presse qu'il intente une poursuite pour diffamation contre Jacques Duchesneau, François Legault et la CAQ. « Je suis traîné dans la boue, déclare-t-il, en raison d'une joute politique partisane où, pour certains, il semble que tous les coups soient permis »[90].

### Octobre
- 3 octobre - Dans sa chronique du Journal de Montréal, Jacques Parizeau écrit que la charte des valeurs va trop loin et que l'on ne devrait pas interdire le port de signes religieux dans la fonction publique. Il demande aussi que l'on retire le crucifix de l'Assemblée nationale[91].
- 4 octobre - Dans une entrevue à La Presse, Lucien Bouchard rejoint le point de vue de Jacques Parizeau et demande au gouvernement de trouver un compromis sur la charte des valeurs[92].
- 5 octobre - Arrestation de l'ex-policier du SPVM Benoît Roberge accusé d'avoir vendu des informations confidentielles aux Hells Angels[93].
- 7 octobre - Le gouvernement Marois rend public sa nouvelle politique économique. Le plan prévoit une enveloppe de 2 milliards de dollars dont 580,7 millions pour la création d'emplois[94].
- 15 octobre - Janette Bertrand et une vingtaine de femmes connues (dont Chantal Renaud, Julie Snyder, Denise Filiatrault et Djemila Benhabib) se prononcent, dans une lettre publiée dans les journaux, pour la charte des valeurs québécoises préconisée par le gouvernement[95].
- 16 octobre - Georges Laraque annonce qu'il retire sa candidature du Parti vert fédéral à l'élection partielle de Bourassa en raison de son accusation de fraude envers un de ses ex-associés de sa compagnie de patinoires synthétiques[96].
- 17 octobre - La Commission des droits de la personne se prononce contre la charte des valeurs. Selon elle, le projet de charte s'oppose à la Charte des droits et libertés de la personne  adoptée par Québec en 1975, et ne passerait pas le test des tribunaux[97].
- 18 octobre - Québec annonce qu'il appuie l'entente de libre-échange nouvellement signée entre le Canada et l'Union européenne[98].
- 19 octobre - Ottawa annonce qu'il a demandé à la Cour supérieure du Québec d'invalider la loi 99, adoptée par l'Assemblée nationale en 2000, qui affirme qu'un résultat de 50 % + 1 à un référendum sur la souveraineté suffirait à déclencher le processus d'indépendance du Québec[99].
- 21 octobre - Sophie Prégent succède à Raymond Legault à la tête de l'Union des artistes[100].
- 22 octobre - L'Assemblée nationale adopte à l'unanimité la motion suivante: «Que l'Assemblée nationale réaffirme qu'aucun autre parlement ou gouvernement ne peut réduire les pouvoirs, l'autorité, la souveraineté et la légitimité de l'Assemblée nationale, ni contraindre la volonté démocratique du peuple québécois à disposer lui-même de son avenir»[101].
- 26 octobre - Sol Zanetti devient chef d'Option nationale lors de la course à la chefferie à la Tohu à Montréal[102].
- 27 octobre - Lors du 35e Gala de l'ADISQ, animé par Louis-José Houde pour une huitième année consécutive, le Félix de l'interprète féminine de l'année est remis à Marie-Mai et celui d'interprète masculin de l'année à Marc Dupré. Guy Latraverse remporte le Félix honorifique et Céline Dion celui d'album adulte contemporain de l'année[103].
- 30 octobre - Alcoa menace de fermer ses trois alumineries du Québec si le gouvernement refuse de réduire ses tarifs d'électricité[104].

### Novembre
- 3 novembre : les électeurs sont appelés aux urnes pour élire les maires et des conseillers dans 1 100 municipalités québécoises. Denis Coderre devient maire de Montréal avec 32 % des voix[105]. À Québec, Régis Labeaume est réélu pour un troisième mandat[106]. Marc Demers, un ancien officier de police, devient maire de Laval avec 44 % des voix. À Gatineau, Marc Bureau est défait par Maxime Pedneaud-Jobin qui obtient 52 % des voix exprimées.
- 5 novembre : Le sénateur Patrick Brazeau est suspendu de son salaire en raison de son accusation des dépenses de déclarations inappropriées lors du scandale des dépenses du Sénat (en)[107].
- 7 novembre - Québec dépose le projet de loi 60 sur la charte des valeurs québécoises qui portera maintenant le nom de «Charte affirmant les valeurs de laïcité et de neutralité religieuse de l'État ainsi que d'égalité entre les femmes et les hommes et encadrant les demandes d'accommodements»[108].
- 10 novembre - Le chef des libéraux provinciaux, Philippe Couillard, annonce qu'il sera candidat dans la circonscription d'Outremont pour l'élection partielle le 9 décembre[109].
- 12 novembre - Mylène Paquette devient la première nord-américaine à traverser en solitaire l'océan Atlantique par le nord en direction est[110].
- 14 novembre - 
  - La Cour d'appel du Québec annule le verdict de « non-responsabilité criminelle pour cause de troubles mentaux » de Guy Turcotte. Il était détenu dans hôpital psychiatrique depuis un an relativement à la mort de ses deux enfants, en février 2009[111],[112]. À titre préventif, il devra être détenu jusqu'à la date de son nouveau procès qui se déroulera devant la Cour supérieure du Québec[113].
  - La députée libérale, Fatima Houda-Pepin, se dissocie de son parti et déclare que l'État a le devoir d'interdire de porter des signes religieux[114].
- 25 novembre
  - L'ancien député provincial libéral provincial de Viau, Emmanuel Dubourg du Parti libéral fédéral, remporte l'élection partielle de Bourassa avec 48 % du vote, à la suite de la démission de Denis Coderre[115].
  - Son adversaire Claude Généreux s'étant désisté, Daniel Boyer est élu par acclamation chef de la FTQ [116].
- 28 novembre - Le ministre des Finances, Nicolas Marceau, fait une mise à jour économique. L'équilibre budgétaire ne sera pas atteint cette année à cause d'un manque de revenus. Le déficit sera de 2,5 milliards de dollars. Le déficit zéro ne se fera que dans deux ans[117].

### Décembre
- 2 décembre - Lors d'une interview au Devoir, Gilles Duceppe déclare que la Charte des valeurs québécoises est trop restrictive[118].
- 6 décembre - Première du film Il était une fois les Boys de Richard Goudreau, raconte la jeunesse d'une équipe de hockey fictive. Il s'agit d'une préquelle avant les films Les Boys, Les Boys 2, Les Boys 3, Les Boys 4 et la série télévisée, Les Boys[119].
- 8 décembre - La première Porte Sainte en Amérique est ouverte à Québec[120].
- 9 décembre
  - Les libéraux Philippe Couillard et David Heurtel remportent les élections partielles d'Outremont et de Viau. Le Parti québécois et la Coalition avenir Québec n'ont pas présenté de candidats dans Outremont[121].
  - La loi 70 sur les mines est adoptée à l'Assemblée nationale[122].
- 11 décembre - L'ancienne journaliste Dominique Poirier est nommée déléguée générale du Québec à New York[123].
- 12 décembre - Un premier Québécois, Dany Laferrière, est élu à l'Académie française[124].
- 16 décembre - Daniel Paillé quitte la direction du Bloc québécois pour des raisons de santé[125]. Le député fédéral de Richmond—Arthabaska André Bellavance devient chef du parti par intérim et la vice-présidente Annie Lessard devient président du parti par intérim jusqu'à l'élection à la chefferie[126].
- 17 décembre - Pauline Marois rencontre le président français François Hollande à l'occasion de son voyage en Europe. Il lui donne son appui quant à la Charte des valeurs québécoises[127].
- 18 décembre
  - L'ancienne bloquiste Maria Mourani affirme qu'elle n'est plus indépendantiste. Elle militera désormais dans le camp fédéraliste[128].
  - Un premier train qui transporte quelques wagons traverse Lac-Mégantic en s'assurant qu'aucune catastrophe ne se reproduise plus, sous le regard de quelque gens curieux[129].
- 23 décembre - La Cour suprême du Canada confirme le jugement de la Cour d'appel du Québec de Cinar et France Animation de payer 4 millions de dollars pour avoir plagié l'œuvre de Claude Robinson sur la série d'animation Robinson Sucroë[130].

## Décès
- 5 janvier - Claude Préfontaine (acteur) (º 24 janvier 1933)
- 20 janvier - Richard Garneau (journaliste et commentateur sportif) (º 15 juillet 1930)
- 25 janvier - Martial Asselin (ancien lieutenant-gouverneur du Québec) (º 3 février 1924)
- 9 février - Gérard Asselin (homme politique) (º 19 avril 1950)
- 20 février - Jean Gauthier (en) (joueur de hockey)  (º 29 avril 1937)
- 14 mars - Paul Rose (ancien felquiste) (º 16 octobre 1943)
- 21 mars - Yvan Ducharme (acteur) (º 24 août 1937)
- 4 avril - Jean Cousineau (violoniste) ( 6 novembre 1937)
- 16 avril - Pier Béland (chanteuse) (º 12 avril 1948)
- 22 avril - Clément Marchand (écrivain) (º 13 septembre 1912)
- 3 mai - Marc Simoneau (animateur sportif) (º 19 septembre 1940)
- 9 mai - Huguette Oligny (actrice) (º 31 janvier 1922)
- 22 mai - Luis de Cespedes (acteur) (º 19 janvier 1949)
- 29 mai - Henry Morgentaler (médecin) (º 19 mai 1923)
- 17 juin - Pierre-F. Côté (avocat et homme politique) (º 16 juillet 1927)
- 7 août - Hélène Loiselle (actrice) (º 17 mars 1928)
- 15 août - August Schellenberg (comédien) ( 25 juillet 1936)
- 16 août - Jacqueline Lessard (bénévole, bien connue pour son implication auprès des orphelins haïtiens) (º 1926)
- 2 septembre - 
  - Jacques Henripin (démographe) (º 31 août 1926)
  - Gérard Paradis (chanteur et acteur) (º 9 février 1921)
- 21 septembre - Michel Brault (réalisateur et producteur de cinéma) (º 25 juin 1928)
- 8 octobre - Paul Desmarais (père) (homme d'affaires) (º 4 janvier 1927)
- 21 novembre - Maurice Vachon (catcheur) (º 1er septembre 1929)
- 28 novembre - Jean-Louis Roux (acteur et ancien lieutenant-gouverneur du Québec) (º 18 mai 1923)
- 14 décembre - Jacques Proulx (animateur de radio) (º 4 mai 1935)
- 15 décembre - Denis Gravereaux (acteur) (º 21 janvier 1961)
- 23 décembre - Vito Rizzuto (criminel) (º 21 février 1946)
- 24 décembre - Frédéric Back (illustrateur et réalisateur de films d'animation québécois d'origine allemande) (° 8 avril 1924)
- 29 décembre - Catherine Bégin (actrice) (º 22 avril 1939)

### Articles généraux
- Chronologie de l'histoire du Québec (1982 à aujourd'hui)
- L'année 2013 dans le monde

### Articles sur l'année 2013 au Québec
- Commission d'enquête sur l'octroi et la gestion des contrats publics dans l'industrie de la construction
- Élection à la direction du Parti libéral du Québec de 2013 (en)
- Élection à la direction du Parti libéral du Canada de 2013 (en)
- Accident ferroviaire de Lac-Mégantic
- Charte des valeurs québécoises
- Élections municipales québécoises de 2013
- Scandale des dépenses du Sénat canadien (en)
- Élection partielle québécoise de 2013